# Isla Pájaro (Islas Malvinas)
La isla Pájaro (en inglés: Bird Island) forma parte del archipiélago de las Malvinas, que según la Organización de las Naciones Unidas (ONU), está en litigio de soberanía entre el Reino Unido, quien la administra como parte del territorio británico de ultramar de las Malvinas, y la Argentina, quien reclama su devolución, y la integra en el departamento Islas del Atlántico Sur de la provincia de Tierra del Fuego, Antártida e Islas del Atlántico Sur.
Se encuentra al sur de la isla Gran Malvina, cerca de Puerto Esteban y de Punta Serena, y los extremos sureste y oeste de la isla son dos de los puntos que determinan las líneas de base de la República Argentina, a partir de las cuales se miden los espacios marítimos que rodean al archipiélago.

## Geografía
La isla Pájaro se encuentra a 4,5 km de la costa sur-occidental de la isla Gran Malvina y tiene una forma aproximadamente triangular. A solo 342,6 km de esta isla se halla el islote San Juan, ubicado en el extremo nordeste de la isla de los Estados; que es la tierra más próxima del archipiélago malvinense.
La mitad occidental de la costa sur de la isla cuenta con acantilados que alcanzan al menos 70 metros y la meseta se inclina suavemente hacia el norte y el oeste. En el centro de la isla hay una gran piscina de temporada, al oeste de una pequeña ensenada. El promontorio oriental tiene dos picos en forma de cúpula que llegan a por lo menos 110 metros, con acantilados escarpados al sur de 30 metros y pendientes muy pronunciadas en el norte. El acceso por mar es difícil, excepto en la pequeña ensenada al norte, orientada al este entre los promontorios del norte y del este, y el terreno es difícil de cruzar, con densa vegetación de tussok en varias partes de la isla.

## Vida silvestre
Esta isla se la ha identificado como un Área Importante para las Aves (IBA) de BirdLife International.
Entre las aves que se reproducen allí están los pingüinos de penacho amarillo (Eudyptes chrysocome), cormorán carunculado (Phalacrocorax carunculatus), petreles y albatros de ceja negra (Thalassarche melanophrys). El número total de especies registradas en la isla Pájaro hacia noviembre de 1998 era de 27. La congregación de aves marinas en la isla supera las 10 000 parejas reproductoras. Además, la isla Pájaro es uno de los criaderos más importantes para el caracara estriado (Phalcoboenus australis) y se considera que la población allí es al menos tan densa como en cualquier isla en alta mar alrededor de las Malvinas, posiblemente debido a la gran población de patos petrel picofino (Pachyptila belcheri), una especie de presas importantes.